# Just Be Good to Green
Just Be Good to Green è il secondo singolo del cantante rap britannico Professor Green, pubblicato dall'etichetta discografica Virgin il 25 giugno 2010.
Il brano, una collaborazione con Lily Allen, è stato inserito nell'album di debutto di Professor Green, Alive Till I'm Dead
La canzone è costruita su un campionamento di Dub Be Good to Me dei Beats International.

## Tracce
iTunes EP
1. Just Be Good to Green (Clean Radio edit) - 3:14
2. Just Be Good to Green - 3:24
3. Just Be Good to Green (Camo & Krooked remix) 	5:17
4. Just Be Good to Green (Greenmoney's Colour Blind Remix) - 6:19
5. Just Be Good to Green (Instrumental) - 3:23
6. Just Be Good to Green (Video) - 3:25

CD single
1. Just Be Good To Green - 3:24
2. Just Be Good to Green (Camo & Krooked remix) - 5:17

## Classifiche
| Classifiche (2010) | Posizione raggiunta |
| ------------------ | ------------------- |
| Australia          | 49                  |
| Europa             | 20                  |
| Irlanda            | 17                  |
| Paesi Bassi        | 95                  |
| Nuova Zelanda      | 32                  |
| Regno Unito        | 5                   |